# Cerastium guatemalense
Cerastium guatemalense är en nejlikväxtart som beskrevs av Paul Carpenter Standley. Cerastium guatemalense ingår i släktet arvar, och familjen nejlikväxter. Inga underarter finns listade i Catalogue of Life.